# Phidippus apacheanus
Phidippus apacheanus es una especie de araña araneomorfa del género Phidippus, familia Salticidae. Fue descrita científicamente por Chamberlin & Gertsch en 1929.
Habita en los Estados Unidos (desde las Montañas Rocosas a las Grandes Llanuras), México y Cuba.